# Angelo Bosi
Angelo Bosi (Ravenna, 2 ottobre 1862 – Monte Piana, 17 luglio 1915) è stato un militare italiano.
Maggiore del Regio Esercito, prese parte alla prima guerra mondiale dove trovò la morte nel corso della battaglia di monte Piana. Insignito della medaglia d'argento al valor militare alla memoria, oltre che di altre decorazioni.

## Biografia
Nacque a Ravenna il 2 ottobre 1862, figlio di Vittorio ed Enrica Casadio, ed al compimento del diciottesimo anno di età si arruolò volontario nel Regio Esercito come sottufficiale. Nel 1883 viene ammesso a frequentare Scuola militare di Modena, da cui uscì con il grado di sottotenente il 25 agosto 1885, assegnato al 62° Reggimento fanteria "Sicilia"
AssegnTo successivamente al comando del III Battaglione del 55º Reggimento fanteria "Marche" distinguendosi brillantemente, tanto da ottenere l'incarico di Aiutante maggiore in seconda.
Alla fine del 1889 si trasferì a Torino dove frequentò la Scuola di guerra, e quattro anni dopo, nel 1893, viene promosso al grado di tenente.
Nel corso del 1898, per problemi di salute, fu dispensato dal servizio attivo e trasferito presso la Scuola militare di Modena per ricoprire l'incarico di professore di storia. Il 1 giugno 1901, promosso nel frattempo capitano, viene assegnato al 56º Reggimento fanteria di stanza a Belluno, ricoprendo per tre anni l'incarico di Aiutante maggiore. Il 2 giugno 1911, su proposta del Ministro della guerra e in considerazione di speciali benemerenze, S.M. Re Vittorio Emanuele III gli conferì il titolo di Cavaliere dell'Ordine della Corona d'Italia.
Promosso maggiore, il 30 settembre 1912 riprese servizio presso il 55º Reggimento fanteria di stanza a Treviso. Nelle prime settimane del 1915, al comando del III Battaglione lascia la sede reggimentale per recarsi in zona d'occupazione avanzata. Allo scoppio della guerra operò in Val d'Ansiei dove, ad Auronzo di Cadore, lo raggiunse la moglie, signora Maria Vittoria Benedetto.
Il 28 maggio, dopo che la pattuglia al comando del tenente Matter, inviata in ricognizione, accertò che la cittadina di Cortina era stata abbandonata dalle forze nemiche, egli contribuì alla definitiva occupazione del centro abitato. Il 10 giugno al comando del III battaglione operò presso Passo Tre Croci, dove la Brigata "Marche" aveva l'ordine di provvedere ad operazioni di rinforzo delle linee e di compiere missioni di ricognizione. Tra il 15 e il 16 luglio la Brigata si scontrò  con le posizioni nemiche subendo perdite sanguinose. Due battaglioni del 55º Reggimento avanzarono contro il Monte Piana, sostenuti da un altro battaglione operante in Val Popena e da uno del 56° in Val Rimbianco. L'avanzata della colonna centrale venne quasi subito ostacolata dal tiro di fucileria nemico, appoggiato dall'artiglieria.
Alle prime luci del 17 luglio 1915, sul punto più alto e scoperto delle postazioni italiane, ad est della piramide Carducci, egli si sporse dalle trincee per dirigere l'azione osservando il terreno con il proprio binocolo. Un cecchino lo inquadrò con il mirino del proprio fucile in quel frangente, sparando e colpendolo mortalmente al cuore. Sepolta inizialmente ad Auronzo, nel 1924 la salma fu traslata al cimitero di Azeglio, paese d'origine di sua moglie, situato nei pressi del Lago di Viverone. Con Decreto Luogotenenziale del 24 febbraio 1916 gli fu concessa la Medaglia d'argento al valor militare alla memoria.
Gli è stato intitolato un rifugio alpino situato nel Parco Naturale Tre Cime nel comune di Auronzo di Cadore in provincia di Belluno, collocato a 2205 m s.l.m nella parte meridionale del Monte Piana.  Il maggiore Angelo Bosi e sua moglie sono i protagonisti del libro  Piccolo frutto rosso. Frammento di pace, della scrittrice Antonella Fornari.

### Annotazioni
1. ↑  Tale reparto, quindici anni prima, assieme ai bersaglieri era entrato in Roma dalla breccia di Porta Pia.
2. ↑  La nomina a capitano arrivò il 6 dello stesso mese.
3. ↑  Sposata il 27 novembre 1907, Maria Vittoria Benedetto nacque ad Azeglio l'11 ottobre 1886, e vi morì l'11 luglio 1945.
4. ↑  Il Monte Piana è posto tra le Tre Cime di Lavaredo e il Lago di Misurina.
5. ↑  In quei giorni circa 800 uomini della Brigata "Marche"  vengono messi fuori combattimento, e 87 uomini, tra i quali 8 ufficiali, perirono.
6. ↑  La prima gli fu concessa il 19 aprile 1926, mentre la seconda il 14 aprile 1927.

### Fonti
1. 1 2 3 4 5 6  Spada 2010, p. 111.
2. 1 2  Spada 2010, p. 112.
3. ↑  Samuel 2015, p. 15.
4. 1 2  Lazzari 2009, p. 14.
5. 1 2  Spada 2010, p. 113.

### Periodici
- Giuseppe Samuel, La Grande Guerra cent'anni or sono: 1915 i primi mesi di guerra, in L'Alpino Modenese, n. 49, Modena, Associazione Nazionale Alpini sezione di Modena, luglio 2015.
- Gianni Lazzari, Monte Piana ieri e oggi, in Fanti vicentini, n. 9, Vicenza, Associazione Nazionale del Fante sezione di Vicenza, dicembre 2009.